# Крешенти (Верона)
Крешенти је насеље у Италији у округу Верона, региону Венето.
Према процени из 2011. у насељу је живело 76 становника. Насеље се налази на надморској висини од 124 м.